# Bernd Hiller
Bernd Hiller (* 26. Februar 1942 in Berlin) ist ein ehemaliger deutscher Eishockeyspieler und -trainer.

## Karriere
Hiller nahm mit der Eishockeynationalmannschaft der DDR an der Eishockey-Weltmeisterschaft 1966 teil, wo er mit dem Team die Bronzemedaille errang. Bei den Olympischen Winterspielen 1968 in Grenoble nahm er ebenfalls teil.
Er wurde dreimal DDR-Meister (1966, 1967, 1968) mit dem SC Dynamo Berlin (heute Eisbären Berlin). Nach seinem Karriereende war er zwischen 1972 und 1974 Assistenztrainer des gleichen Klubs.
1999 wurde er in die deutsche Eishockey Hall of Fame aufgenommen.

## Familie
Sein Sohn Guido Hiller war ebenfalls Eishockeyspieler in Berlin.